# Reality-,Trash- und Lifestyle-TV in der Schweiz
Trash-, Reality- und Lifestyle-TV sind seit den 2000er-Jahren feste Bestandteile der Schweizer Fernsehlandschaft. Sie zeichnen sich durch spezifische Inszenierungsformen, Themen und Zielgruppen aus und sind Gegenstand gesellschaftlicher wie wissenschaftlicher Debatten über Medienqualität, Werte und Populärkultur.

## Definitionen und Abgrenzungen
Trash-TV bezeichnet Fernsehformate, die auf Provokation, Emotionalisierung und häufig auf inszenierte Konflikte setzen. Sie werden oft als niveaulos oder als unterhaltend auf niedrigem Niveau wahrgenommen und stehen damit im Gegensatz zum  sogenannten Quality-TV.
Reality-TV ist ein Genre, das auf der Darstellung von Realität basiert, wobei Laien als Protagonisten in inszenierten oder dokumentarisch anmutenden Alltagssituationen auftreten. Typische Beispiele sind Dating-Shows, Castingformate oder Doku-Soaps.
Die Kulturwissenschaftlerin Christine Lötscher betont, dass Reality-TV häufig als «geskriptete Realität» verstanden wird. Die Darstellung von Realität in diesen Formaten ist laut Lötscher stets mit gesellschaftlichen Idealen und Wünschen verbunden. Werte wie Diversität, Toleranz und politische Korrektheit spiegeln sich zunehmend in der Gestaltung und Themenwahl von Reality-TV-Formaten wider.
Lifestyle-TV umfasst Sendungen, die sich mit Themen wie Mode, Wohnen, Kochen oder Partnerschaft beschäftigen. Sie haben häufig einen Ratgeber-Charakter und richten sich an ein breites Publikum.

## Formate gestern und heute
In der Schweiz wurden zahlreiche internationale Trash- und Reality-TV-Formate adaptiert, darunter:
- Big Brother Schweiz (2000–2001)
- Cinderella (1999–2001) mit Michelle Hunziker
- Lifestyle mit Patricia Boser
- Der Bachelor
- Die Bachelorette
- Bauer, ledig, sucht… mit Christa Rigozzi und Marco Fritsche
- MasterChef Schweiz mit Nik Hartmann, Zoe Torinesi und Nenad Mlinarevic
- Die Höhle der Löwen mit Roland Brack, Anja Graf, Bettina Hein und Tobias Reichmuth
- Sing meinen Song
- Happy Day mit Röbi Koller
- Reality Shore
- Reality Island
- Reality Estate
- Jung, wild & sexy – Baggern, saufen, Party machen (2010–2012)

Auch eigenständige Formate, die auf Schweizer Lebenswelten zugeschnitten sind, haben sich etabliert. Solche Formate haben in den letzten Jahren an Popularität gewonnen, da sie lokale Themen wie Bergkultur und regionale Identität aufgreifen und damit ein breites Publikum ansprechen.
- Die Bergretter
- Notruf – Retter im Einsatz
- SRF bi de Lüt – Landfrauenküche
- Bumann, der Restauranttester mit Daniel Bumann

## Genese und Grundprinzipien des Reality-TV
Das Genre des Reality-TV entwickelte sich Ende des 20. Jahrhunderts als Synthese aus Elementen der Seifenoper und der Telenovelas – insbesondere deren stereotypen Figurenkonstellationen – sowie den an Tabubrüchen ausgerichteten US-amerikanischen Talkshows. Formate wie The Jerry Springer Show machten deutlich, dass Beziehungskonflikte und Geständnisse der Teilnehmenden häufig durch gezielte Inszenierung und Manipulation der Produzenten angestachelt wurden. Von Beginn an war das Konzept des Reality-TV daher weniger auf die authentische Abbildung von Realität ausgerichtet, sondern auf die Schaffung künstlicher, konfliktträchtiger Situationen. Teilnehmer werden in Situationen versetzt, die gesellschaftliche Zwänge und Dynamiken wie Gruppenabhängigkeit, Autonomiekonflikte, Balzverhalten, Konkurrenz um soziale Dominanz, Schönheitsideale und Liebessehnsucht gezielt zuspitzen. Typische dramaturgische Mittel sind Schlaf- und Privatsphärenentzug, sozialer Druck und gezielte Provokation, wodurch eine sogenannte «geskriptete Realität» entsteht. Der Erfolg dieser Formate wird auf die Kombination aus emotionaler Zuspitzung, Identifikationspotenzial und der Faszination für soziale Grenzerfahrungen zurückgeführt.
Ramón Reichert vertieft diese Perspektive, indem er Reality-TV als Paradigma der wissenschaftlichen Versuchsanordnung beschreibt. Das Fernsehstudio fungiere dabei als «Modell-Habitat» oder «Kontrollregime», in dem Teilnehmer wie Probanden in laborhaften Überwachungs- und Kontrollszenarien gezielt in Situationen versetzt werden. Dies führe zu einer «Subjektproduktion in ihrer Mikrologik» – das heisst, die Konstruktion einer spezifischen Darstellung des Individuums auf einer sehr detaillierten Ebene –, bei der der «wahre Mensch» gesucht und zum Geständnis gezwungen wird, letztlich aber ein Produkt der medialen Inszenierung ist. Diese Analyse untermauert die kritische Perspektive auf die manipulativen Aspekte und die Inszenierung der Realität im Genre. Schweizer Beispiele sind Reality-Formate auf privaten Sendern, die das Zusammenleben oder den Wettkampf von Teilnehmern in künstlichen Settings inszenieren (z. B. Reality Shore, Reality Island oder Formate wie Die Bachelorette).

## Gesellschaftliche Debatte, Kritik und aktuelle Beispiele
Trash- und Reality-TV sind Gegenstand intensiver Wertediskurse. Kritiker bemängeln eine Verflachung des Medienangebots und eine Orientierung an Sensationslust und Voyeurismus. Befürworter heben hingegen die gesellschaftliche Relevanz und die Funktion als Spiegel aktueller Lebensrealitäten hervor. Die Formate werden als Teil der Populärkultur und als Ausdruck veränderter Unterhaltungsbedürfnisse verstanden.
Ein anschauliches Beispiel für die gesellschaftliche Wahrnehmung von Trash- und Lifestyle-TV in der Schweiz liefert ein Porträt der «Bachelorette» Adela Smajic in der Weltwoche. Die Journalistin Claudia Schumacher beschreibt, wie solche Formate gezielt Voyeurismus und Schadenfreude bedienen und Protagonistinnen wie Smajic zu Symbolfiguren einer neuen Promikultur werden. Smajic reflektiert offen über Schönheitsoperationen, Medienaufmerksamkeit und die bewusste Entscheidung für das Leben als «Cervelat-Promi» (schweizerdeutsch für das Besondere, aber nicht unbedingt Hochkarätige). Der Artikel ordnet dies als Teil einer gesellschaftlichen Entwicklung ein, in der Trash-TV als Bühne für Selbstinszenierung und gesellschaftliche Debatten über Werte und Rollenbilder dient.
Ein aktuelles Format für die Verschmelzung von Trash-, Reality- und Lifestyle-TV in der Schweiz ist das Format «Reality Estate». In der Sendung suchen prominente Schweizer Persönlichkeiten wie Vera Dillier, Reto Hanselmann oder Amanda Müessli nach Luxusimmobilien im In- und Ausland. Die Zuschauer erhalten exklusive Einblicke in das Privatleben, den Konsum und die Statussymbole der Protagonisten. Das Format kombiniert klassische Reality-TV-Elemente wie Voyeurismus und Selbstinszenierung mit den Themen Luxus, Wohnen und Lifestyle und spiegelt damit aktuelle Trends des Genres in der Schweiz wider.

## Wissenschaftliche Perspektiven
Die Forschung hebt die Bedeutung serieller Erzählstrukturen sowie die Anpassung von Trash- und Reality-TV an globale und lokale kulturelle Werte hervor.
Psychologische Untersuchungen aus der Schweiz zeigen, dass viele Menschen Trash- und Reality-TV als sogenanntes «Guilty Pleasure» konsumieren, als Genuss, der mit kognitiver Dissonanz und sozialer Ambivalenz einhergeht. Laut dem Zürcher Persönlichkeitspsychologen Christopher J. Hopwood liegt die Faszination dieser Formate vor allem in der Möglichkeit zum Voyeurismus und zur parasozialen Interaktion. Zuschauerinnen und Zuschauer erhalten Einblicke in fremde Lebenswelten, erleben mediale Tabubrüche und können soziale Vergleichsprozesse anstellen. Reality-TV dient somit als symbolisches Ventil, um normabweichende Verhaltensweisen in einem geschützten Rahmen auszuleben und emotionale Katharsis zu erfahren. Gleichzeitig beflügeln diese Sendungen Empathie und Identifikation mit den dargestellten Akteurinnen und Akteuren, was das Bedürfnis nach sozialer Zugehörigkeit und Affiliation anspricht. Das ambivalente Verhältnis von Genuss und gesellschaftlicher Missbilligung führt häufig zu Impression Management und selektiver Selbstoffenbarung. Viele Zuschauerinnen und Zuschauer geben ihren Konsum nicht offen zu, um negative soziale Sanktionen zu vermeiden. Studien weisen zudem darauf hin, dass insbesondere Frauen für solche «Guilty Pleasures» häufiger gesellschaftlich sanktioniert werden, was auf geschlechtsspezifische Normen und Rollenbilder zurückzuführen ist. Das damit verbundene Schamgefühl ist somit weniger individuell als vielmehr kulturell und sozial konstruiert.
Rolf Nohr analysiert sogenannte «SuSi»-Formate («Sorge-um-Sich»-Formate). Ein Beispiel dafür aus der Schweiz ist Der Schuldensanierer, in dem ökonomisches Wissen vermittelt und Strategien zur finanziellen Eigenverantwortung aufgezeigt werden. Nohr postuliert, dass der affektive Genuss und die Schaulust bei diesen Sendungen auch aus einer «Denormalisierungsangst» resultieren können. Diese Angst betrifft eine verunsicherte Mittelschicht, deren Ideal einer harmonischen Häuslichkeit bedroht scheint. Das Anschauen solcher Sendungen dient dann nicht nur der Unterhaltung, sondern auch der Auseinandersetzung mit diesen Strategien und der Vergewisserung der eigenen sozialen Position.